# Chen Guiming
Chen Guiming (en chino: 陈桂明; 3 de enero de 1994) es una deportista china que compite en halterofilia. Ganó dos medallas en el Campeonato Mundial de Halterofilia, plata en 2018 y bronce en 2019, ambas en la categoría de 59 kg.

## Palmarés internacional
| Campeonato Mundial | Campeonato Mundial     | Campeonato Mundial | Campeonato Mundial |
| Año                | Lugar                  | Medalla            | Categoría          |
| ------------------ | ---------------------- | ------------------ | ------------------ |
| 2018               | Asjabad (Turkmenistán) | Medalla de plata   | 59 kg              |
| 2019               | Pattaya (Tailandia)    | Medalla de bronce  | 59 kg              |